# مبرهنة القيمة النهائية
في التحليل الرياضي تكون مبرهنة القيمة النهائية هي واحدة من عدة نظريات متشابهة التي تُستعمل لربط تعابير مجال التردد بسلوك المجال الزمني كمنهج زمني لانهائي. تسمح مبرهنة القيمة النهائية لسلوك المجال الزمني بأن تُحسب مباشرةً بأخذ حدود من تعابير مجال التردد، بدلاً من التحول إلى تعبير للمجال الزمني وأخذ حدودها.